# 켈트해
켈트해(영어: Celtic Sea, 아일랜드어: An Mhuir Cheilteach, 웨일스어: Y Môr Celtaidd, 콘월어: An Mor Keltek, 브르타뉴어: Ar Mor Keltiek, 프랑스어: La Mer Celtique)는 아일랜드섬 남쪽 해안가 대서양 해역을 말한다. 동쪽은 세인트조지 해협, 브리스틀 해협, 영국 해협, 비스케이만을 경계로 한다. 남쪽과 서쪽 경계는 급격히 줄어드는 대륙붕으로 결정되었다. 실리 제도가 이 해역에 속하는 군도이다.

## 역사
켈트해는 이 해역의 북쪽과 동쪽 땅에 거주하는 민족인 켈트족에게서 유래된 이름이다. 명칭은 잉글랜드, 웨일스, 스코틀랜드, 아일랜드, 프랑스에서 온 어업 전문가들이 1921년 더블린에서 열린 회의에 참가했을 때, E.W.L. 홀트가 처음 제안한 것이다. 해역의 북쪽은 과거에는 세인트조지 해협의 일부라 여겨졌고 남쪽은 그레이트브리튼섬으로 향하는 사우스웨스트 어프로치의 일부라고 생각했다. 공동 해양 생물학, 지리학, 수문학의 필요성을 이유로 공동의 명칭이 붙여져야 한다는 필요성이 대두되었다. 이 명칭은 영어권 국가들에서 일반적으로 사용하기 이전에 프랑스에서 먼저 적용되었으며, 1957년에 에두아르 르 다누아는 "켈트해라는 명칭이 해양학자들에게 조차도 거의 알려지지 않았다."라고 기고했다. 해양 생물학자와 해양학자들이 채택했고, 이후 석유 탐사 회사들도 채택했다. 1963년 영국의 지도책에 쓰였지만, 1972년 판에서 기고되길 "영국의 지도에서는 웨스턴 어프로치스라 부르며, 석유회사들은 켈트해라고 부른다 [...] [그레이트브리튼섬의] 서부 해안 대다수의 거주민들은 이렇게 칭하지 않는다."

## 해저
켈트해의 해저는 켈트 해저라고 불리며, 유럽 대륙붕의 일부이다. 북쪽 부분은 90-100m 사이 깊이이며, 세인트조지 해협으로 갈수록 깊어진다. 반대 방향에선, 남서쪽으로 향한 사퇴가 비슷한 높이로 형성되어 있고, 대략 50m 정도 더 깊은 해구가 나누고 있다. 이 사퇴는 해수면이 낮을 때, 기조력으로 인해 형성된 것이다. 북위 50도 남쪽은 더 불규칙적이다.
켈트해에 매장된 석유와 가스 개발은 일부 상업적 성공을 거뒀다. 킨세일 헤드 가스전은 1980년대와 1990년대에 아일랜드에 공급을 하기도 했다.

## 켈트해의 생태
켈트해는 2007년 기준으로 연간 1.8만 톤의 어업량을 띈 풍부한 어장이 형성되어 있다.
밍크고래, 큰돌고래, 짧은부리참돌고래, 쇠돌고래를 비롯한 고래 네 종이 자주 나타난다. 과거에는 다수의 해양 포유류들이 있었다.

## 같이 보기
- 아일랜드섬 해양보호구역